# Csábi József
Csábi József (Szolnok, 1967. február 14. –) válogatott labdarúgó, hátvéd, edző. 2013-ban egy mérkőzésig a magyar labdarúgó-válogatott megbízott szövetségi kapitánya.

## Pályafutása

### A válogatottban
1993 és 1995 között 10 alkalommal szerepelt a válogatottban.

## Sikerei, díjai
- Magyar bajnokság
  - bajnok: 1988–89, 1990–91, 1992–93
  - 2.: 1995–96
  - 3.: 1991–92
- Magyar kupa
  - győztes: 1989
  - döntős: 1996

Edzői statisztika
| Csapat                | –tól              | –ig                | Statisztika | Statisztika | Statisztika | Statisztika | Statisztika | Statisztika | Statisztika | Statisztika |
| Csapat                | –tól              | –ig                | M           | GY          | D           | V           | RG          | KG          | GK          | GY %        |
| --------------------- | ----------------- | ------------------ | ----------- | ----------- | ----------- | ----------- | ----------- | ----------- | ----------- | ----------- |
| Magyarország          | 2013. október 15. | 2013. december 18. | 1           | 1           | 0           | 0           | 2           | 0           | +2          | 100%        |
| Nyíregyháza Spartacus | 2014. július 25.  | 2014. október 18.  | 11          | 2           | 2           | 7           | 8           | 16          | –8          | 18,2%       |
| Budapest Honvéd       | 2014. november 2. | 2014. december 6.  | 5           | 0           | 2           | 3           | 3           | 7           | –4          | 0%          |
| Szolnoki MÁV          | 2015. november 1. | 2016. június 5.    | 20          | 3           | 9           | 8           | 19          | 27          | –8          | 15%         |
| Összesítve            | Összesítve        | Összesítve         | 37          | 6           | 13          | 18          | 32          | 50          | –18         | 16,2%       |

 Csak a bajnoki mérkőzéseket számítva 

## Statisztika

### Mérkőzései a válogatottban
| Magyarország | Magyarország       | Magyarország                  | Magyarország     | Magyarország | Magyarország | Magyarország | Magyarország | Magyarország |
| #            | Dátum              | Helyszín                      | Hazai            | Eredmény     | Vendég       | Kiírás       | Gólok        | Esemény      |
| ------------ | ------------------ | ----------------------------- | ---------------- | ------------ | ------------ | ------------ | ------------ | ------------ |
| 1.           | 1993. március 7.   | Fukuoka, Hakatanomori Stadion | Japán            | 0 – 1        | Magyarország | Kirin-kupa   | -            |              |
| 2.           | 1993. március 10.  | Nagoja, Mizuho Stadion (JPN)  | Egyesült Államok | 0 – 0        | Magyarország | Kirin-kupa   | -            |              |
| 3.           | 1993. március 31.  | Budapest, Népstadion          | Magyarország     | 0 – 1        | Görögország  | vb-selejtező | -            |              |
| 4.           | 1993. április 28.  | Moszkva, Luzsnyiki Stadion    | Oroszország      | 3 – 0        | Magyarország | vb-selejtező | -            |              |
| 5.           | 1993. május 29.    | Dublin, Lansdowne Road        | Írország         | 2 – 4        | Magyarország | barátságos   | -            |              |
| 6.           | 1994. április 20.  | Koppenhága                    | Dánia            | 3 – 1        | Magyarország | barátságos   | -            | 46'          |
| 7.           | 1994. május 4.     | Krakkó                        | Lengyelország    | 3 – 2        | Magyarország | barátságos   | -            |              |
| 8.           | 1995. április 26.  | Budapest, Népstadion          | Magyarország     | 1 – 0        | Svédország   | Eb-selejtező | -            |              |
| 9.           | 1995. június 11.   | Reykjavík                     | Izland           | 2 – 1        | Magyarország | Eb-selejtező | -            |              |
| 10.          | 1995. november 11. | Budapest, Fáy utcai Stadion   | Magyarország     | 1 – 0        | Izland       | Eb-selejtező | -            |              |
|              | Összesen           |                               |                  | 10           | mérkőzés     |              | 0            | gól          |

### Mérkőzései szövetségi kapitányként
| Magyarország | Magyarország      | Magyarország                    | Magyarország | Magyarország | Magyarország | Magyarország | Magyarország | Magyarország |
| #            | Dátum             | Helyszín                        | Hazai        | Eredmény     | Vendég       | Kiírás       | Gólok        | Esemény      |
| ------------ | ----------------- | ------------------------------- | ------------ | ------------ | ------------ | ------------ | ------------ | ------------ |
| 1.           | 2013. október 15. | Budapest, Puskás Ferenc Stadion | Magyarország | 2 – 0        | Andorra      | vb-selejtező | -            |              |
|              | Összesen          |                                 |              | -            | mérkőzés     |              | -            | gól          |